# Puentezuelos
Puentezuelos är en ort i Mexiko.   Den ligger i kommunen Tonayán och delstaten Veracruz, i den sydöstra delen av landet, 230 km öster om huvudstaden Mexico City. Puentezuelos ligger 1 982 meter över havet och antalet invånare är 792.
Terrängen runt Puentezuelos är kuperad söderut, men norrut är den bergig. Runt Puentezuelos är det tätbefolkat, med 511 invånare per kvadratkilometer. Närmaste större samhälle är Banderilla, 13,8 km söder om Puentezuelos. Omgivningarna runt Puentezuelos är en mosaik av jordbruksmark och naturlig växtlighet.